# 亚拉里克一世

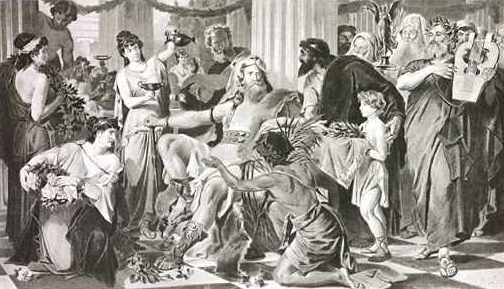
亚拉里克一世

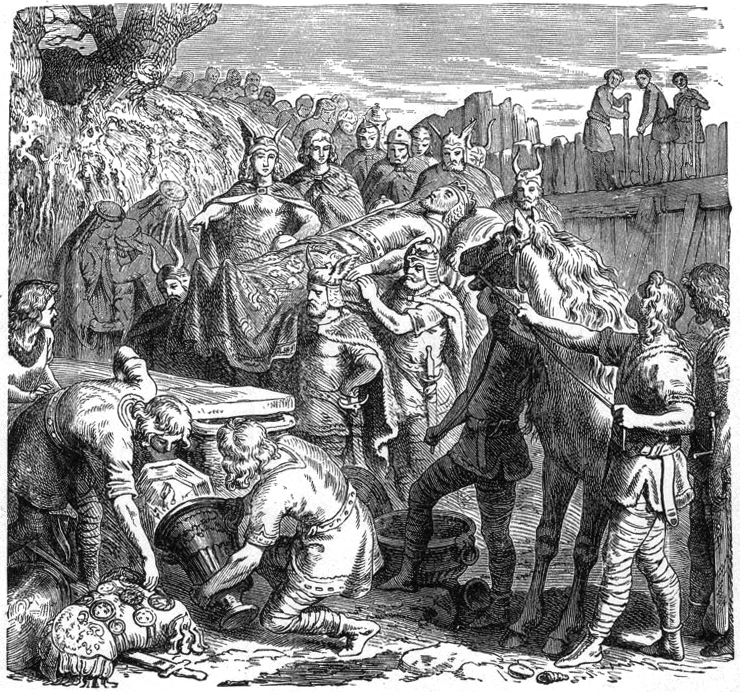
亚拉里克一世之死

亚拉里克一世（德語：Alarich I，约370年—411年）西哥特王国国王（395年—410年在位）。一般认为，他是西哥特王国的缔造者。

## 生平
亚拉里克一世生于多瑙河三角洲中的一个小岛上。在他年轻时代，西哥特人在匈人的逼迫下向西大规模迁徙。罗马帝国皇帝狄奥多西一世为安抚西哥特人，将他们安置于帝国边境，同时利用他们戍边。亚拉里克本人即是作为这种辅助军队的首领，于394年第一次为史册所记载。

### 成王
狄奥多西一世于395年去世后，西哥特人即断绝了他们与罗马的脆弱的同盟关系，推举亚拉里克为国王。
亚拉里克率领西哥特人进入希腊，洗劫了科林斯、阿尔戈斯和斯巴达等重要城市；雅典在交付巨额赎金之后得以幸免。正当亚拉里克继续肆虐之时，他被罗马的蛮族将军斯提里科（他是罗马帝国晚期唯一值得称道的统帅）击败。亚拉里克带着他的战利品匆匆撤退。他得到刚刚即位的东羅馬帝国皇帝阿卡狄乌斯的承诺，以获得伊利里亚行省为条件不去侵袭东部帝国。
402年，亚拉里克侵入意大利，但是再次被斯提里科击败。西罗马帝国皇帝霍诺留斯企图收买亚拉里克和他的蛮族军队，以利用他们来反对统治东部的阿卡迪乌斯。但是当阿卡迪乌斯于408年去世后，霍诺留斯就放弃了与东部帝国作战的打算，并解除了与亚拉里克的盟约。亚拉里克因此要求获得4000罗马磅黄金（约合1814千克）作为补偿。霍诺留斯在斯提里科的劝说下答应了亚拉里克的要求。不久霍诺留斯听信谗言将斯提里科处决，此举大大激怒了斯提里科麾下能征善战的蛮族士兵，结果使他们几乎全加入了亚拉里克的队伍。亚拉里克随即以未获得赎金为由侵入意大利，包围了罗马，终于获得巨额黄金。

### 攻陷罗马

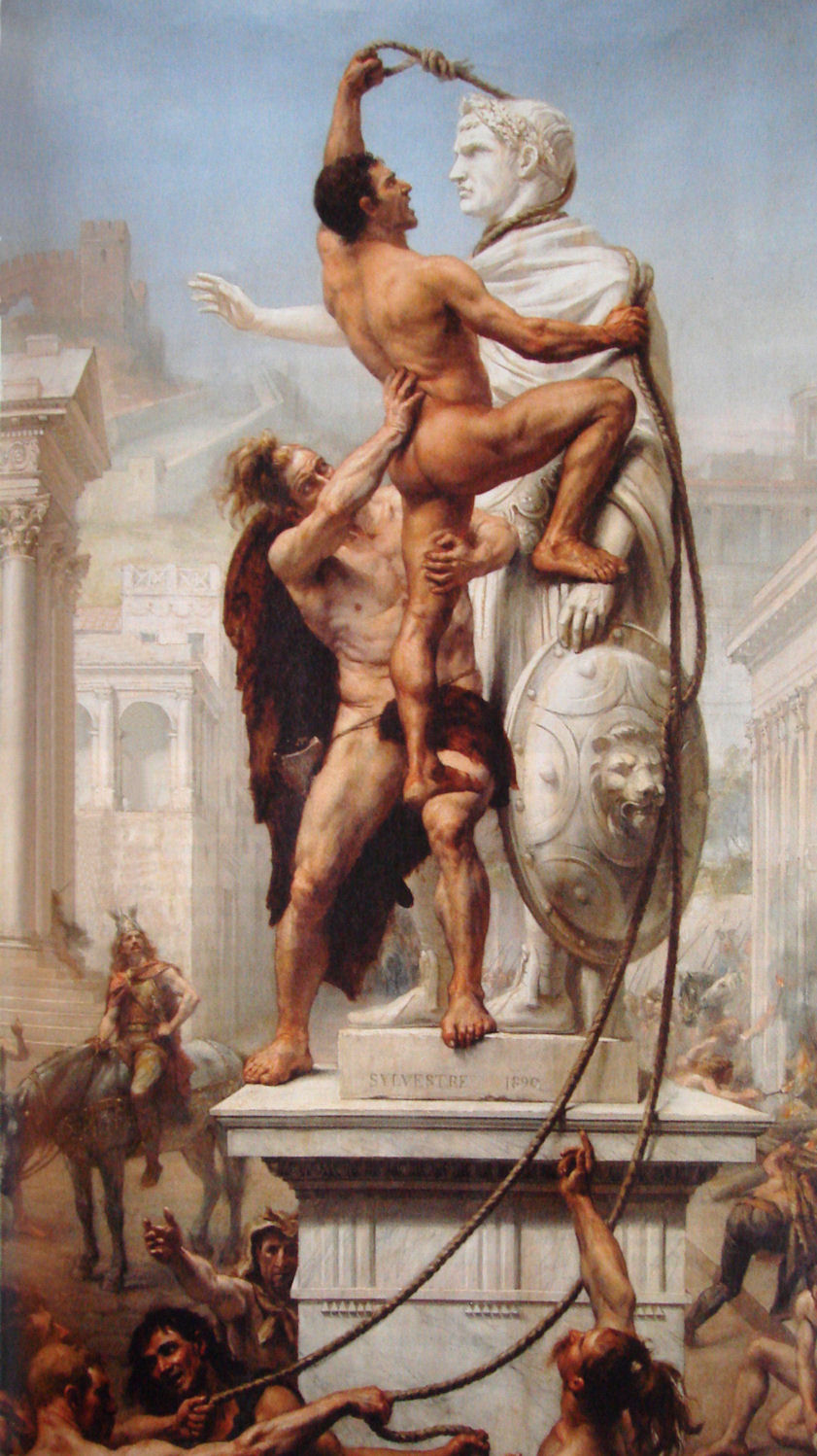
洗劫罗马

410年，亚拉里克率领的西哥特人攻陷了罗马并大举劫掠。他们是第一批能够攻克“永恒之城”罗马城本身的蛮族武力。亚拉里克企图乘胜侵入西西里和北非，但一场风暴阻止了他的计划。不久他便去世了。他的弟弟阿陶尔夫继承了西哥特的王位。
| 前任： 无 | 西哥特国王 | 继任： 阿陶尔夫 |